# 卡因吉大壩
卡因吉大壩:966位於奈及利亞西部，橫跨尼日河，大壩於1964年動工，1968年完工，總預算為2.09億美元，其中四分之一金費用於遷移卡因吉湖淹沒地區的居民，該壩也為世界最長的大壩之一。

## 大壩結構
卡因吉大壩包括副壩總長達10（6.2英里），壩體建於側谷阻擋水流，大部分屬土石壩，僅於建有水力發電廠部分以混泥土建造，該壩體區段高65（213英尺）公尺。

## 裝機容量
最初卡因吉大壩設計裝設12部水輪發電機組，裝機容量960百萬瓦特，惟後來僅裝設8部，裝機容量降至760百萬瓦特，所生產電力供奈及利亞各大城市使用，部分則售予鄰國尼日，而偶發性的乾旱使水流量不如預期，輸出電量也隨之降低。卡因吉大壩設有單級船閘，通航船閘上下游設計最大落差49（161英尺）。

## 卡因吉湖
卡因吉湖長135（84英里），最寬處約30（19英里），對當地漁業發展相當重要。於1999年時曾因水門開放不協調導致約60個村莊被洪水侵襲。

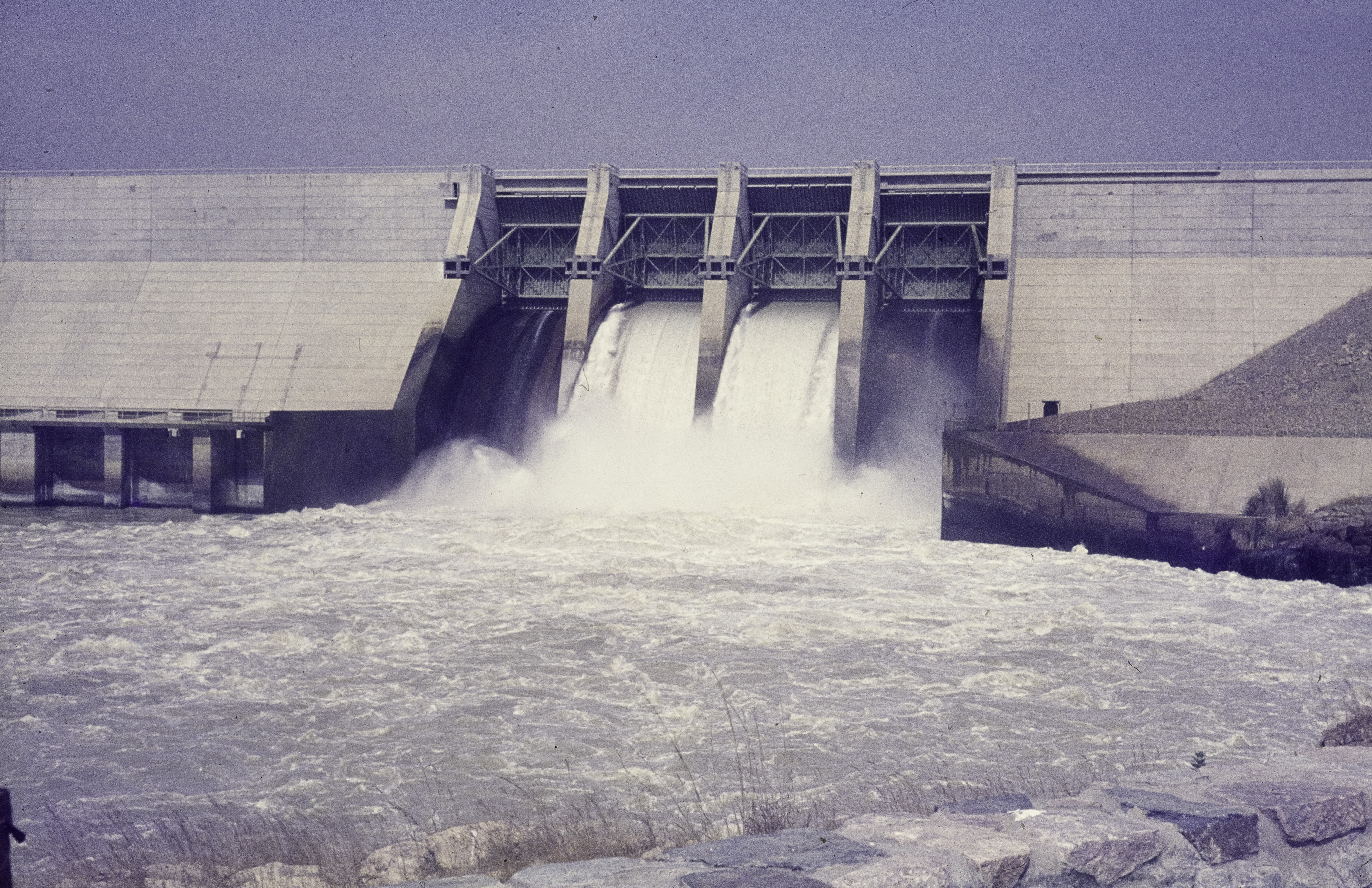
1970年至1973年，卡因吉大坝的四个泄洪口
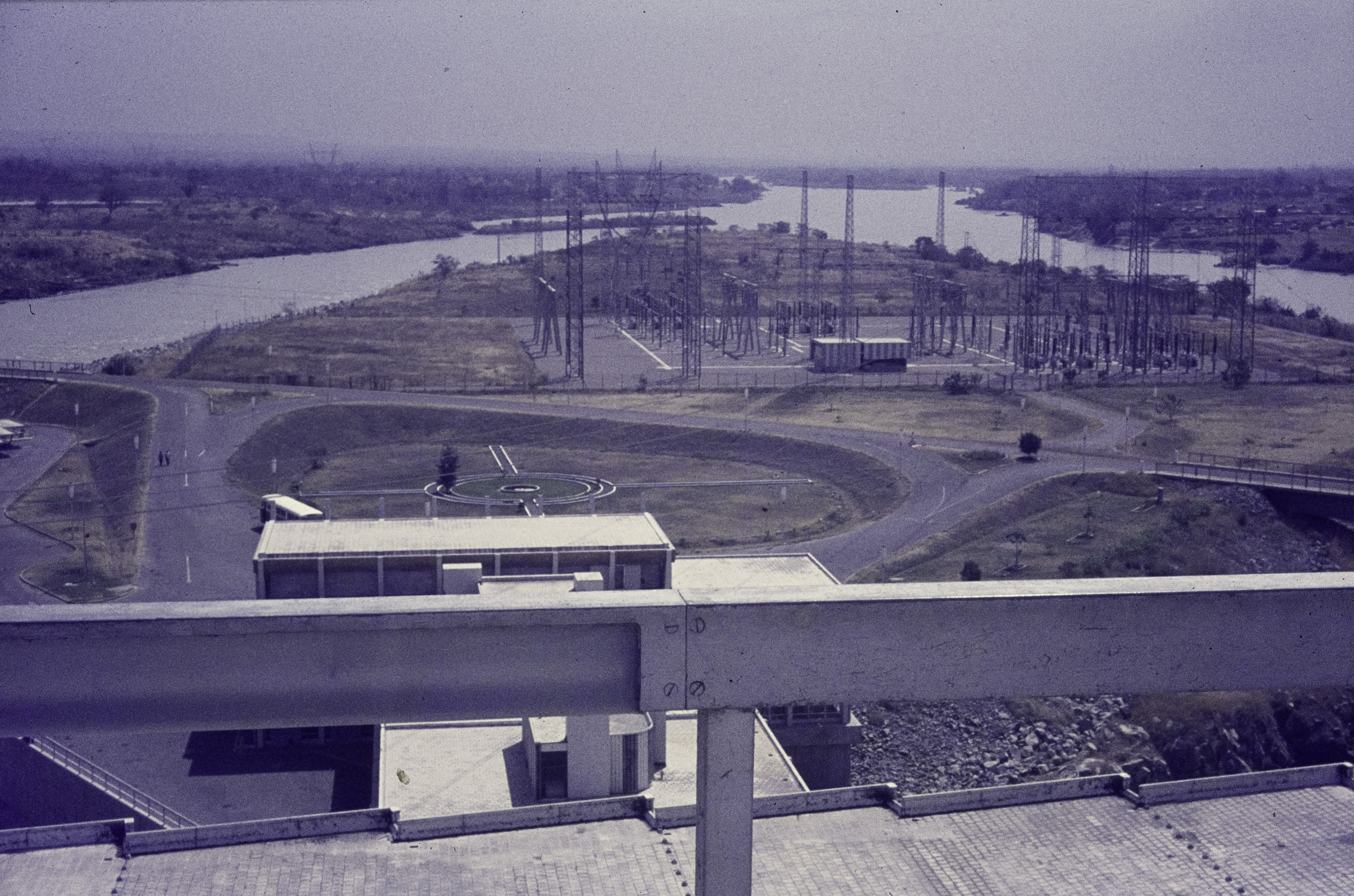
1970-1973年，从尼日尔河电力塔岛屿大坝俯视
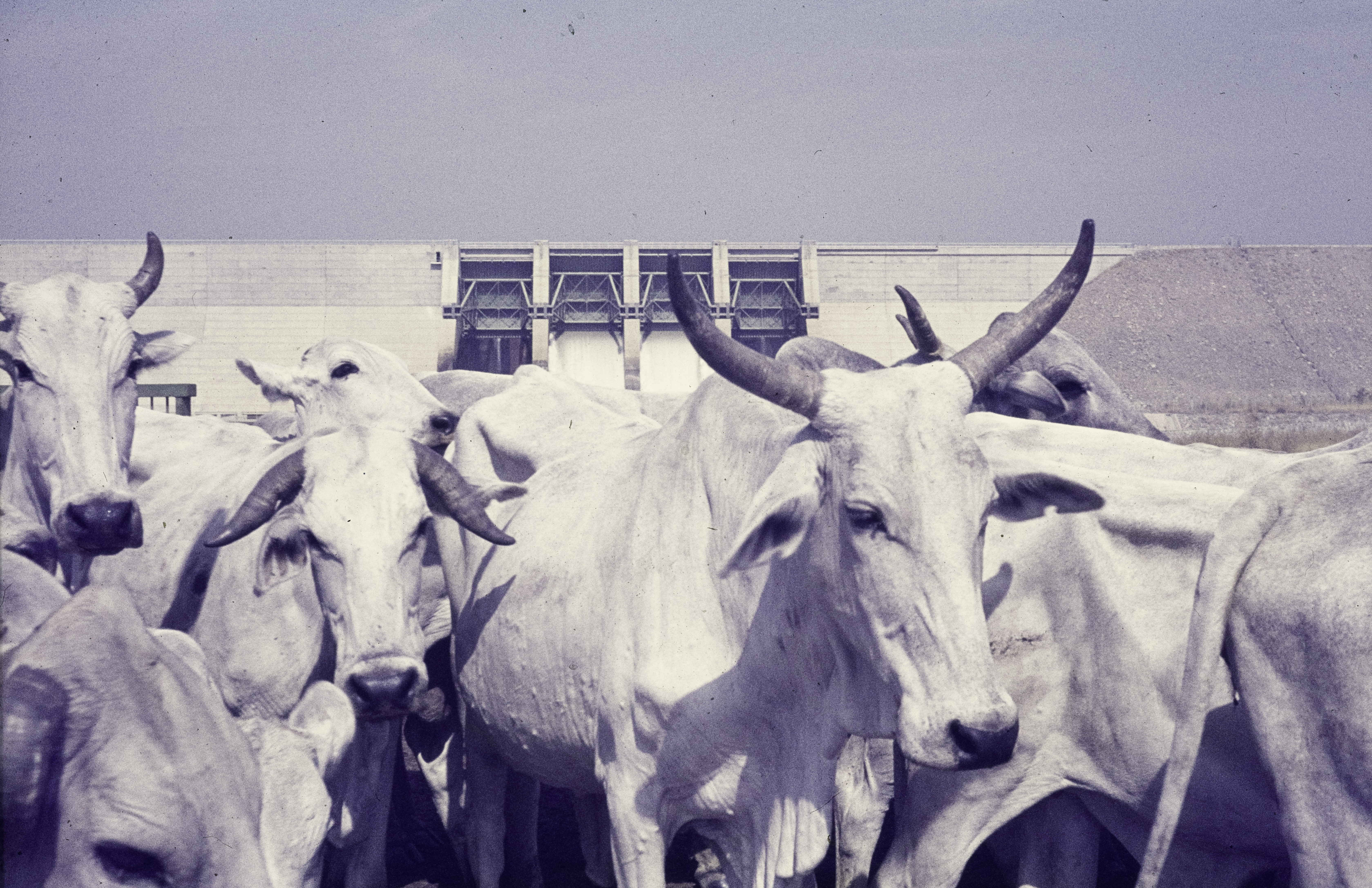

- 泽布斯羊=穿越大坝
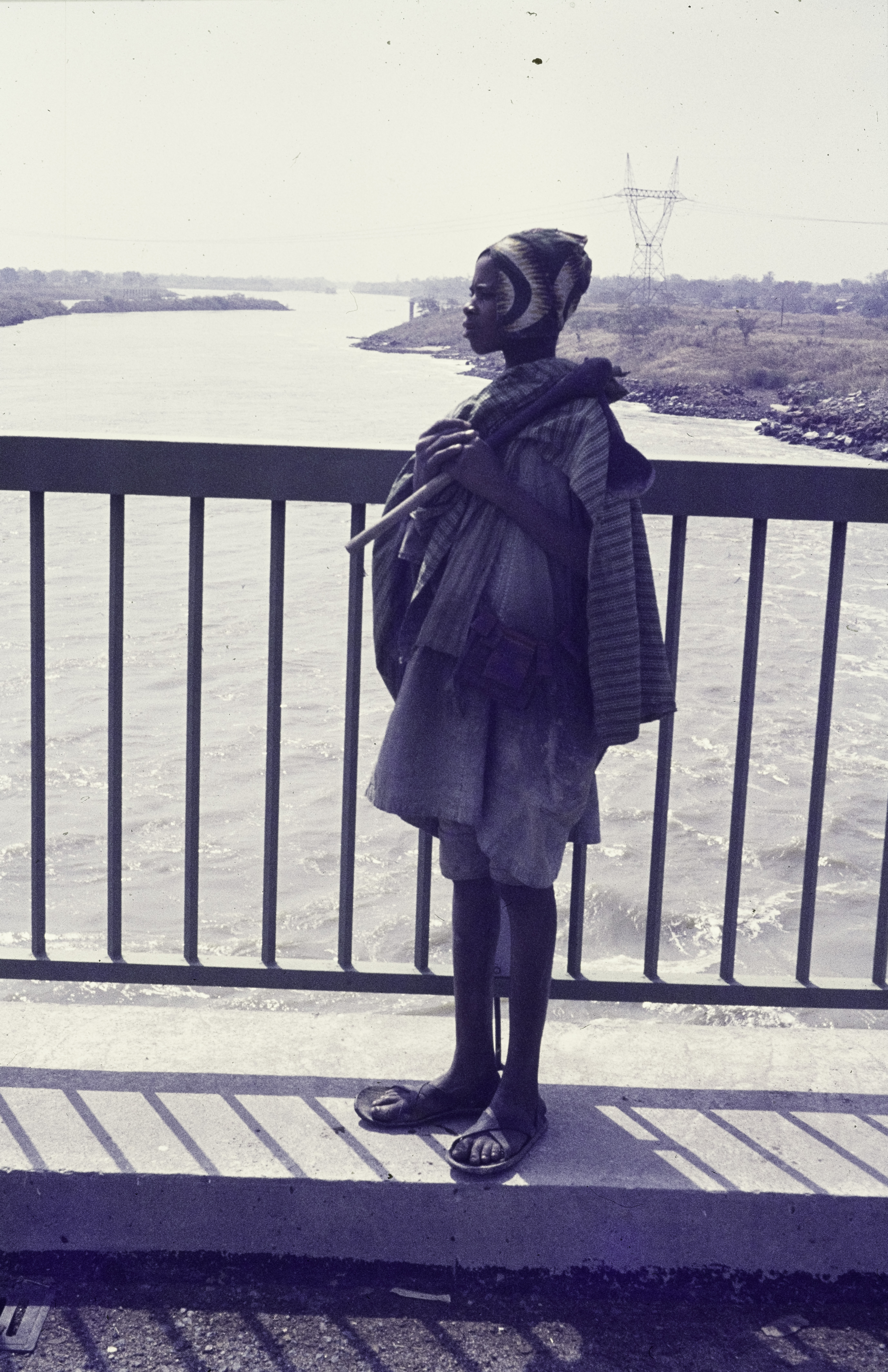
大坝上的牧羊人男孩
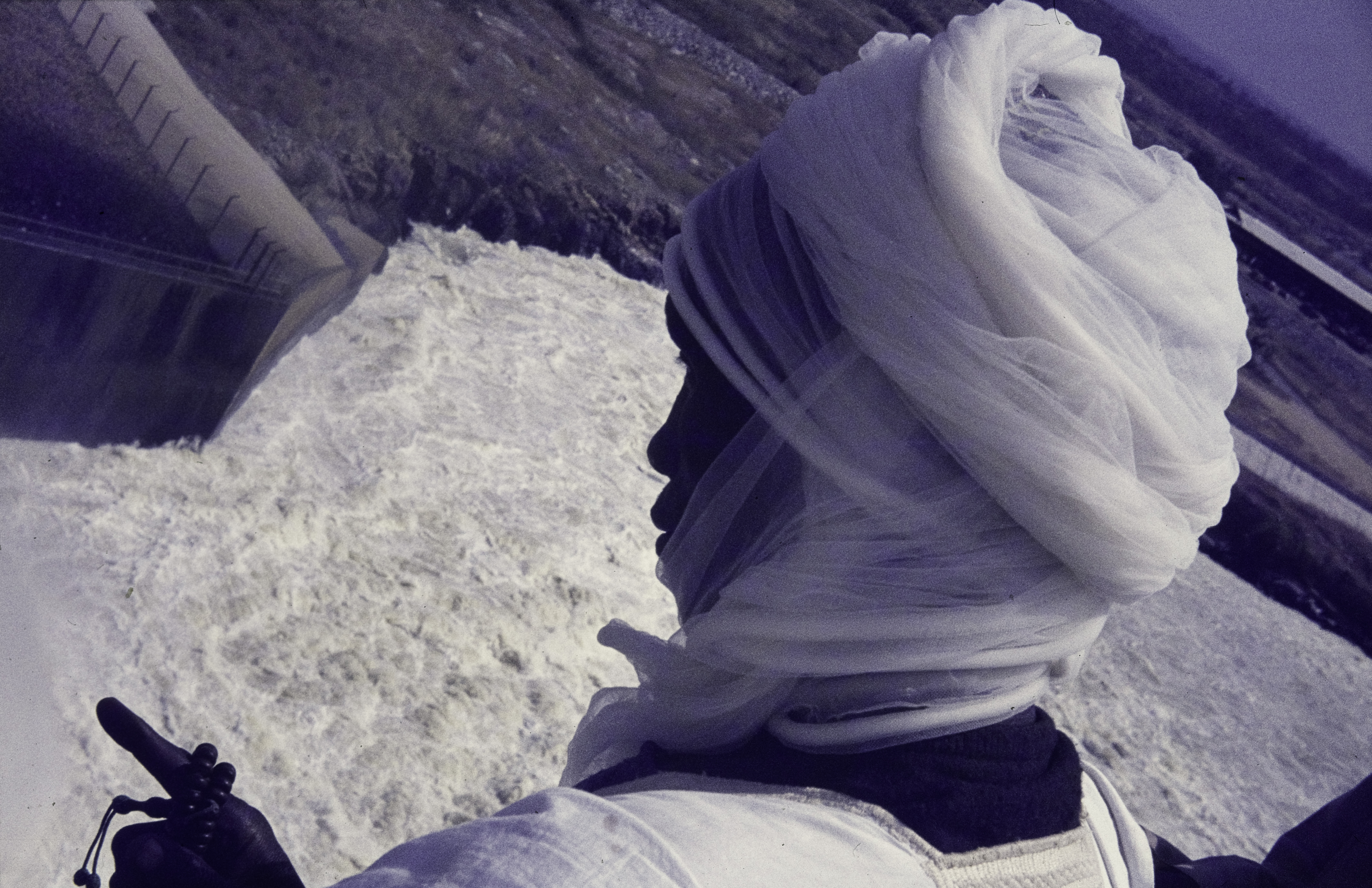
在水面泡沫中的男子